# Maimón
Maimón é um município da República Dominicana pertencente à província de María Trinidad Sánchez.
Sua população estimada em 2012 era de 18 655 habitantes.